# Улам, Станислав
Стани́слав Ма́ртин У́лам (пол. Stanisław Marcin Ulam; 13 апреля 1909, Лемберг, Королевство Галиции и Лодомерии, Австро-Венгрия — 13 мая 1984, Санта-Фе, Нью-Мексико, США) — польский и американский математик. Известен как «отец водородной бомбы». Является одним из соавторов теоретической схемы искусственного запуска термоядерной реакции, применяемой в Манхэттенском проекте.

## Биография

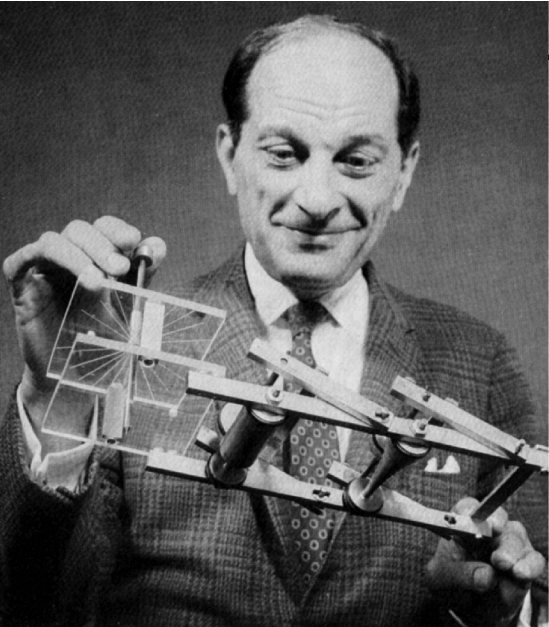
Станислав Улам держит FERMIAC — специализированный аналоговый компьютер придуманный Энрико Ферми в 1946 году для использования метода Монте-Карло в исследованиях перемещения нейтронов

Родился в зажиточной еврейской семье.
Его отец Йосеф Улам (1879—?), уроженец Львова, был адвокатом, мать — Хана Улам (урождённая Ауэрбах, 1887—1938), была родом из Стрыя.
Учился во Львовском политехническом институте, был учеником ученик Стефана Банаха.
Защитил диссертацию в 1933 году.
В 1935 году Джон фон Нейман, которого Улам встретил в Варшаве, пригласил его на несколько месяцев в Принстон (США), куда он приехал в 1936 году.

## Семья
Его мать умерла в Вене в 1938 году, брат покинул Польшу 25 августа 1939 года, а оставшиеся во Львове отец и сестра Стефания (1912—?) были депортированы в гетто и убиты между 1941 и 1943 годами.
Брат — Адам Улам, профессор истории, политических наук и государственного права Гарвардского университета, автор книги «Идеологии и иллюзии».

## Вклад
- Участвовал в создании водородной бомбы в рамках ядерного проекта Лос-Аламосской лаборатории.
- Выдвинул теорию ядерного ракетного двигателя.
- Предложил вычислительный метод Монте-Карло.
- Теорема Борсука — Улама.
- Теорема Мазура — Улама
- Скатерть Улама
- Число Улама
- Совместно с Энрико Ферми, Джоном Паста и Мэри Цингу сформулировал парадокс в теории хаоса, сейчас называемый парадокс Ферми – Паста – Улама – Цингу.

## Признание
- Член Национальной академии наук США (1966)[13].
- В честь Станислава Улама названа международная программа научного сотрудничества, действующая в Польше[14].